# Negeta orichalceaarcuata
Negeta orichalceaarcuata är en fjärilsart som beskrevs av M.Gaede 1916. Negeta orichalceaarcuata ingår i släktet Negeta och familjen trågspinnare. Inga underarter finns listade i Catalogue of Life.